# Usue Arconada
Usue Maitane Arconada (Buenos Aires, 28 de octubre de 1998) es una tenista argentina nacionalizada estadounidense.

## Carrera
Arconada debutó en el WTA Tour en el Torneo de Washington 2016. En primera ronda derrotó a Françoise Abanda, pero perdió en la siguiente ronda contra Yúliya Putíntseva.
En 2019 disputó el 125 de New Haven, donde derrotó a Astra Sharma en cuartos de final, a Heather Watson en semifinales y perdió contra Anna Blinkova en la final. También participó en los dobles del torneo junto a Jamie Loeb. En primera ronda vencieron a Halbauer y Jennifer Elie, en cuartos de final a Eri Hozumi y Makoto Ninomiya, en semifinales a Naomi Broady y Fanny Stollár y perdieron la final contra Anna Blinkova y Oksana Kaláshnikova.
En 2020 tuvo su debut en Grand Slam en el US Open, pero perdió en primera ronda contra Kaja Juvan.
En 2024 llegó a su segunda final WTA en el 125 de Concord, junto a Cristina Bucșa, al derrotar a Quinn Gleason y Jamie Loeb en primera ronda, a Angela Kulikov y Rianna Valdes en cuartos de final, en semifinales a Mona Barthel y Ankita Raina y perdieron la final contra Peangtarn Plipuech y Jessy Rompies.